# Episodi di Fuori dal ring
La prima stagione della serie televisiva Fuori dal ring (Lights Out) è andata in onda sul canale statunitense FX dall'11 gennaio al 5 aprile 2011.
In Italia è stata trasmessa a partire dal 29 aprile 2012 su Fox.
| nº | Titolo originale | Titolo italiano         | Prima TV USA     | Prima TV Italia |
| -- | ---------------- | ----------------------- | ---------------- | --------------- |
| 1  | Pilot            | Ritorno al passato      | 11 gennaio 2011  | 29 aprile 2012  |
| 2  | Cakewalk         | Un campione al tappeto  | 18 gennaio 2011  | 6 maggio 2012   |
| 3  | The Shot         | Sogni di gloria         | 25 gennaio 2011  | 13 maggio 2012  |
| 4  | Bolo Punch       | Colpo fatale            | 1º febbraio 2011 | 20 maggio 2012  |
| 5  | The Comeback     | Attacco frontale        | 8 febbraio 2011  | 27 maggio 2012  |
| 6  | Combinations     | Le regole del gioco     | 15 febbraio 2011 | 3 giugno 2012   |
| 7  | Crossroads       | Ritorno sul ring        | 22 febbraio 2011 | 10 giugno 2012  |
| 8  | Head Games       | Cambio di rotta         | 1º marzo 2011    | 17 giugno 2012  |
| 9  | Infight          | Conflitti               | 8 marzo 2011     | 24 giugno 2012  |
| 10 | Cut Men          | Combattere a ogni costo | 15 marzo 2011    | 24 giugno 2012  |
| 11 | Rainmaker        | L'uomo della pioggia    | 22 marzo 2011    | 24 giugno 2012  |
| 12 | Sucker Punch     | Colpo basso             | 29 marzo 2011    | 1º luglio 2012  |
| 13 | War              | La rivincita            | 5 aprile 2011    | 1º luglio 2012  |